# Otobreda 76 mm
Otobreda 76 mm kanon er en skibskanon produceret af det italienske selskab Otobreda. Kanonen er i dag i brug i udstrakt grad i omkring 39 flåder over hele verden. Man producerede også en variant af denne kanon benævnt Otomatic beregnet til at blive placeret på lastbiler, den blev dog aldrig sat i masseproduktion.
Kanonen er i stand til at holde en høj skudkadence, hvilket gør den i stand til at fungere som en del af et missilforsvar. Kanonens kaliber gør den samtidig velegnet til at blive benyttet mod fly, andre skibe eller både og mål på landjorden. Kanonen kan benytte forskellig ammunition, såsom panserbrydende, brisante eller brandgranater. Men det fokus der efterhånden er kommet på stealth teknologi er der også udviklet et stealth kanonskjold.
En grund til systemet er blevet så populært er dets kompakte størrelse, som gør det velegnet til at blive benyttet på relativt små krigsskibe såsom korvetter eller patruljebåde. Det blev desuden valgt frem for den franske 100 mm skibskanon som den kanon der skal benyttes på den nye Horizon-klasse.
Den 27. september 2006 annoncerede Iran at man havde startet masseproduktionen af en skibskanon navngivet Fajr-27, som er en reverse engineering af Oto Melara 76 mm kanonen.